# Nikos Khuliaràs
Nikos Khuliaràs (internacionalment transcrit Nikos Chouliaras, en grec Νίκος Χουλιαράς) va néixer el 1940 a Ioànnina, Grècia, i va morir el 2015. Fou poeta, escriptor, escultor, pintor i músic.
Es llicencià en Belles Arts, i, a banda de la seva reconeguda faceta literària, fou un dels pintors més importants de Grècia. La seva obra literària, publicada a l'editorial Nefeli, ha anat acompanyada sempre de la seva obra pictòrica.
Destacà també com a músic. Va ser un dels fundadors del moviment anomenat «Nova onada». Fou el primer a adaptar cançons populars i a presentar les cançons tradicionals de l'Epir al públic d'Atenes.
Publicà una quinzena de llibres, entre novel·les, llibres de relats i poesia. Alguns dels seus relats es van publicar en revistes i diaris, i s'han traduït al francès, a l'anglès, al suec i a l'alemany.
Al català s'ha traduït el llibre de relats L'altra meitat, publicat per l'editorial Males Herbes i amb traducció de Mercè Guitart. També s'han traduït al francès el recull de relats Bakakok ou le chemin d'Ali Baba (Hatier, 1991) i les seves novel·les Je m’appelle Loussias, moi (Hatier, 1992), La vie ça serà pour une autre fois (Hatier, 1996) i Dans la maison de mon ennemi (Hatier, 1994). Aquesta última va ser candidata al Premi Europeu de Literatura l'any 1996.
El 1979 Nikos Khuliaràs va guanyar el primer premi a la Fira del llibre de Leipzig en la categoria de millor llibre il·lustrat. I el 2007 va ser guardonat per l'Acadèmia d'Atenes pel conjunt de la seva obra.

## Crítiques
- "Pintor, poeta, músic, articulista, narrador, compositor, lletrista, cantant, adaptador de melodies populars, dissenyador de llibres, il·lustrador, gairebé un «renaixentista» contemporani; l'home que ha «pogut» amb totes les arts, artísticament actiu durant quaranta anys, combinant la tradició i l'avantguarda amb el seu hel·lenisme. Un autor profundament, solitàriament ecumènic." Niki Pandelemidu, Diari independent Ardin.

- "Khuliaràs és sense dubte un mestre del relat. Amb la humanitat marginal que descriu forja una solidaritat més enllà del temps i l'espai.". Michel Grodent, Le Soir.

- "En els llibres de Khuliaràs, espai i temps s'obren alhora. En canvi la narració no s'estén, sinó tot al contrari: es va recollint, es retorça en la memòria i, com una perforadora, travessa les seves estances. És d'allà d'on surten a la llum els seus relats, com si fossin petites mostres de vida o respostes a la pregunta flotant «què és la vida»." Georgia Ladoiani, Universitat de Ioànnina.

## Obra

### Novel·les
- Ο Λούσιας (O Lússias, En Lússias; Kedros, 1979)
- Ζωή την άλλη φορά (Zoí tin al·li forà, La vida per a una altra vegada; Nefeli, 1985)
- Μια ιστορία του μακρύ χειμώνα (Mia istoria tu makrí khimona, Una història del llarg hivern; Nefeli, 1990)
- Το εργαστήριο του ύπνου (To ergastírio tu ipnu, El laboratori del son; Nefeli, 2000)

### Llibres de relats
- Το Μπακακόκ (To Bakakok, Bakakok; Kedros, 1981)
- Το άλλο μισό (To al·lo missó; Nefeli, 1987), traduït en català per Mercè Guitart com L'altra meitat (Males Herbes, 2017)
- Η μέσα βροχή (I mesa vrokhí, La pluja de dins; Nefeli, 1991)
- Μια μέρα πριν δύο μέρες μετά (Mia mera trin dio meres metà, Un dia abans dos dies després; Nefeli, 1998)
- Στο σπίτι του εχθρού μου (Sto spiti tu ekhthrú mu, A casa del meu enemic; Nefeli, 1995)
- Νερό στο πρόσωπο (Neró sto prósopo, Aigua a la cara; Nefeli, 2005)

### Poesia
- Ο χρόνος είναι πάντα με το μέρος του (O khronos ine panda me to meros tu, El temps està sempre de la seva part; Nefeli, 1989)
- Οι λεπτομέρειες του μαύρου (I leptoméries tu mavru, Els detalls del negre; Nefeli, 1993)
- Εικόνες στο ύψος της ζωής (Ikones sto ipsos tis zoís, Imatges a l'altura de la vida; Nefeli, 2000)
- Το χιόνι που ήξερα (To khioni pu ízera, La neu que coneixia; Kedros, 1983), tercer premi a la Fira Internacional del Llibre de Leipzig.

### Llibres i àlbums sobre art
- Σαράντα Σχέδια (Saranda Skhédia, Quaranta esbossos; Ora, 1974)
- Ζωγραφική-Κείμενα (Zografikí-Kímena, Pintura-Textos; Kedros, 1978), primer premi a la Fira Internacional del Llibre de Leipzig
- Οι ζωγραφιές του νυχτερινού χάρτη (I zografiés tu nikhterinú kharti, Les pintures del mapa nocturn; Nefeli, 1994)
- Οι κατοικήσιμοι τόποι της ζωγραφικής (I katikísimi topi tis zografikís, Els indrets habitables de la pintura; Nefeli, 1997)
- Οι εξοχές του νου (I exokhés tu nu, Els camps de la ment; Nefeli, 2003)
- Οι μαύρες ζωγραφιές (I mavres zografiés, Les pintures negres; Nefeli, 2006)